# Amomum sericeum
Amomum sericeum là một loài thực vật có hoa trong họ Gừng. William Roxburgh (1751-1815) đặt tên khoa học cho loài này năm 1814, nhưng mô tả khoa học đầu tiên cho nó chỉ được công bố năm 1820; (in lại năm 1832).

## Phân bố
Loài này có thể được tìm thấy ở Ấn Độ (Assam), Campuchia, Lào, Myanmar, Thái Lan, Trung Quốc (Hải Nam, Vân Nam), Việt Nam. Tên gọi trong tiếng Trung là 银叶砂仁 (ngân diệp sa nhân). Môi trường sống là những nơi ẩm ướt trong rừng thường xanh vùng đất thấp đến núi cao, rừng hỗn hợp lá sớm rụng, trên đất đá ở cao độ 442–1.450 m (1.470-4.750 ft).
Nó có thể là một tổ hợp loài và mặc dù theo định nghĩa và giới hạn hiện tại thì nó có phạm vi sinh sống rất rộng và phổ biến, nhưng trong tương lai có thể được phân chia thành một số loài có phạm vi phân bố hạn chế hơn.

## Mô tả
Cây thân thảo mọc thành cụm, cao đến 1,5–2 m, 5–8 thân giả mỗi cụm; thân rễ đường kính ~2,5 cm, màu trắng sau nâu ánh đỏ, có mùi thơm; không rễ cọc; khoảng giữa các thân giả ~5 cm, vảy hình trứng đến hình thuyền, 1–2 × 1–1,5 cm, màu nâu sẫm rồi đen, dạng giấy, có sọc, nhẵn nhụi, mặt ngoài thô ráp, đỉnh nhọn. Thân giả với ~5–10 lá mỗi thân giả, nhỏ dần về phía đỉnh, hơi phình ra ở gốc, đường kính 0,5–2 cm, màu lục ánh đỏ rồi xanh lục, mặt ngoài có lông khi còn non, sau nhẵn nhụi, có sọc, thô ráp; lưỡi bẹ hình trứng đến hình mũi mác, hai thùy, dài 0,5–1 cm, màu ánh đỏ rồi xanh lục, như da, nhẵn nhụi, đỉnh nhọn; cuống lá có rãnh ở gốc và hình trụ ở đỉnh, 5–14 × 0,3–0,5 cm, có sọc, nhẵn nhụi; phiến lá thay đổi, các lá ở dưới hình trứng đến hình mũi mác, 15–60 × 6–9 cm, các lá phía trên thuôn dài đến hình elip-thuôn dài, 50–80 × 9–15 cm, mặt trên nhẵn nhụi, thô ráp, màu lục sẫm, bóng, mặt dưới có lông măng, màu trắng mượt như lụa với các lông mềm màu trắng, gốc thon nhỏ dần, đỉnh hình đuôi dài, gân chính nổi rõ ở dưới, gân phụ lõm xuống. Cụm hoa sinh ra gần gốc hoặc từ gốc, 1–2(–5) cụm hoa mỗi chồi; phần mang hoa hình elipxoit, nhọn ở đỉnh, 5–10 × 4 cm, ~2 hoa nở cùng lúc; cuống 4 × 0,5–0,7 cm, màu ánh đỏ rồi nâu nhạt, có sọc, nhẵn nhụi; vảy từ hình trứng đến hình trứng rộng, 3–3,5 × 1–3 cm, màu nâu ánh đỏ rồi nâu, xếp 2 dãy, như da, có sọc, thô ráp, đỉnh nhọn đến có nắp với cựa ngắn, mép có lông rung đến nhẵn nhụi; lá bắc hình thuyền đến hình mũi mác, 5,5–6 × 1–3 cm, màu ánh đỏ rồi nâu nhạt, như da, nhẵn nhụi, bóng, có sọc, mục nát thành sợi vào thời gian hình thành quả, đối diện một hoa, đỉnh nhọn rồi hình chỉ, mép có lông rung đến nhẵn nhụi; lá bắc con hình ống, 1 răng, 2–2,2 × 0,5 cm, màu nâu nhạt, như da, nhẵn nhụi, ống lá bắc con dài 1,5–1,6 cm, răng dài 0,5 cm, đỉnh nhọn và có lông rung. Đài hoa hình ống, 3 răng, 3–3,3 × 0,4–0,5 cm, màu nâu nhạt, như da, có màng, nhẵn nhụi; ống đài hoa dài 1,5–2,2 cm; răng dài 0,5 và 1 cm, đỉnh có nắp đến nhọn với cựa nhỏ, có lông, mép có lông rung. Tràng hoa màu hồng ánh trắng, dài 5,5–6 cm, như da, nhẵn nhụi trừ mặt trong  từ có lông đến có lông cứng và lông măng phía trên, ống tràng hoa dài 2,8–3 cm; các thùy tràng bên 2,8–3 × 0,6–0,7 cm, có màng, nhẵn nhụi, đỉnh có nắp với cựa ngắn; thùy tràng trung tâm 2,8–3 × 0,8–1 cm, có màng, nhẵn nhụi, đỉnh có nắp với cựa như da dày, dài, dài ~0,5 cm; cánh môi có vuốt, 3–3,2 × 2 cm, hợp sinh với chỉ nhị tạo thành ống dài ~0,2–0,3 cm phía trên điểm chèn của các thùy tràng hoa, màu trắng với sọc đỏ ở gốc, sọc trung tâm màu vàng ở đầu và các gân trong suốt tỏa ra tới rìa, có màng, có lông măng ở gốc và trung tâm của mặt gần trục, những chỗ khác nhẵn nhụi; nhị lép bên hình tam giác đến hình mũi mác, dài 0,2–0,6 cm, màu trắng, nhẵn nhụi, đỉnh nhọn. Chỉ nhị dẹt, dài 0,5–1 cm, màu trắng, nhẵn nhụi; bao phấn thuôn dài, 1–1,5 × 0,5 cm, mặt xa trục có lông với các lông ngắn, mặt gần trục màu trắng, nhẵn nhụi; mào bao phấn thuôn tròn, ba thùy khó thấy, rộng 0,3–0,4 cm, màu trắng, có màng, nhẵn nhụi. Đầu nhụy thuôn tròn, nhẵn nhụi, đỉnh có lông rung; vòi nhụy nhẵn nhụi; các tuyến trên bầu thuôn dài, dài 0,5–0,8 cm, nhẵn nhụi; bầu nhụy đường kính 0,4 cm; cuống dài ~0,5–1 cm, nhẵn, nhẵn nhụi; noãn hình cầu, ~20 mỗi ngăn. Cuống cụm quả 3–5 × 0,5 cm, màu nâu, nhẵn nhụi; phần mang quả hình cầu, đường kính 4 cm, đối diện ~15 quả mỗi chùm; quả hình cầu đến hình trứng ngược, thuỳ ở đỉnh, 1–1,5 × 0,6–1,5 cm, màu lục nhạt, nhẵn, nhẵn nhụi, cuống dài ~0,5 cm, nhẵn nhụi. Hạt hình cầu, đường kính 0,3 cm, nhẵn nhụi, ~15–20 hạt mỗi ngăn. Hạt không thơm. Ra hoa tháng 5-6, tạo quả tháng 7-9. 2n = 48.